# Eucnemesaurus
Genre
Espèces de rang inférieur
- † Eucnemesaurus fortis van Hoepen[1], 1920, espèce type
- † Eucnemesaurus entaxonis B. W. McPhee et al., 2015

Synonymes
- † Aliwalia rex Galton, 1985

Eucnemosaurus est un genre éteint de dinosaures saurischiens sauropodomorphes de la famille des Riojasauridae.
Il vivait  en Afrique du Sud au Trias supérieur au Norien-Rhétien, soit il y a environ entre 227 et 201 Ma (millions d'années).
L'espèce type, décrite en 1920 est Eucnemesaurus fortis. Ses restes fossiles étaient assignés à l'origine à l'espèce, Aliwalia rex (de « Aliwal Park Reserve » en République sud-africaine, où ils ont été découverts).

## Historique
Pendant longtemps la taille et la robustesse du fémur et du tibia ont conduit de nombreux paléontologues à penser qu’Eucnemesaurus était un dinosaure carnivore, placé parmi les Herrerasauridés par Peter Malcolm Galton.
Cependant une ré-évaluation et l'accès à du nouveau matériel fossile ont démontré que l'espèce aurait des affinités avec les sauropodomorphes. A.M. Yates, en 2006, la place dans une nouvelle famille de sauropodomorphes, les Riojasauridae, en compagnie du genre Riojasaurus, même si celui-ci pourrait être plus proche du genre type, des mélanorosauridés, Melanorosaurus.
En 2015, McPhee et ses collègues décrivent un nouveau fossile, un squelette post-crânien articulé partiel, provenant de la même formation, qu'ils nomment Eucnemesaurus entaxonis. Ils confirment l'appartenance du genre aux sauropodomorphes et à la famille des Riojasauridae.
La robustesse de ses os des membres suggère « un mode de locomotion sous-graviporté, donc extrêmement lent, expérimenté ici de façon précoce dans ce groupe de sauropodomorphes ».